# Rund um die Hainleite 1955

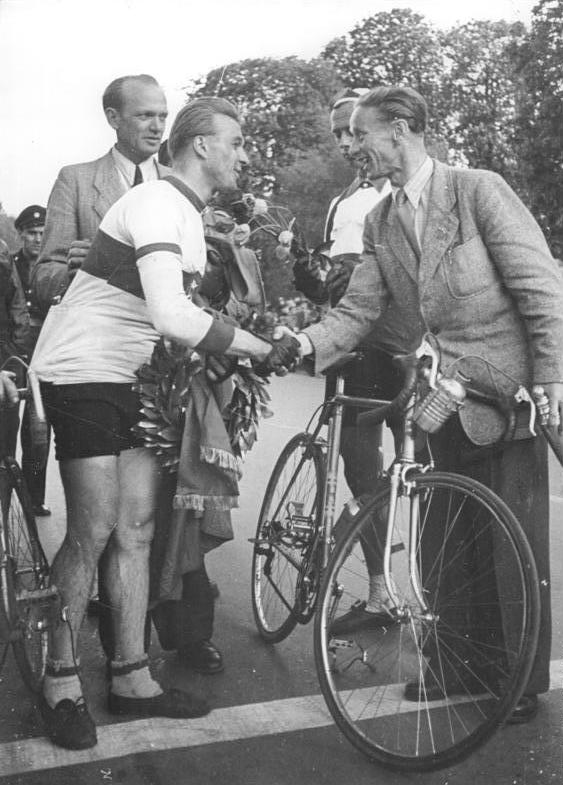
Rudi Kirchhoff bei der Siegerehrung 1955

Rund um die Hainleite 1955 war die 41. Austragung des seit 1907 ausgefahrenen deutschen Straßenradrennens. Es fand am 19. Mai mit Start und Ziel in Erfurt statt.

## Rennverlauf
Die Strecke führte von Erfurt über Gotha, Bad Langensalza, Mühlhausen und Nordhausen wieder zurück nach Erfurt. Dieser Kurs war 215 Kilometer lang. Zwei Bergwertungen waren zu absolvieren. Die BSG Post Erfurt war erneut Organisator des Eintagesrennens. Die Fahrer der Leistungsklasse III erhielten 12 Minuten Vorgabe, die Leistungsklasse II sieben Minuten. Noch vor der Hälfte des Rennens waren alle Vorgabefahrer eingeholt. Nach vielen Attacken kamen 14 Fahrer als Spitzengruppe ins Ziel. Den Endsprint gewann Rudi Kirchhoff auf dem Mao-Tse-Tung-Ring in Erfurt mit knappem Vorsprung.
|     | Fahrer            | Verein/Ort                | Zeit (h) |
| --- | ----------------- | ------------------------- | -------- |
| 01. | Rudi Kirchhoff    | SC Einheit Berlin         | 6:34:38  |
| 02. | Heinz Fiedler     | BSG Motor Zwickau         | 6:34:38  |
| 03. | Manfred Reichmann | SC Wismut Karl-Marx-Stadt | 6:34:38  |
| 04. | Helmut Stolper    | BSG Lokomotive Bautzen    | 6:34:38  |